# Otapan (schip, 1965)
De Otapan is een tanker die landelijke bekendheid kreeg doordat het van 1999 tot 2006 in Amsterdam aan de ketting lag omdat er asbest in verwerkt was. In augustus-oktober 2006 kreeg het schip zelfs internationale bekendheid toen het voor de sloop naar Turkije was vertrokken, maar de Turkse autoriteiten het schip weigerden toe te laten toen bleek dat de Nederlandse regering een te lage hoeveelheid asbest had opgegeven, waarna het schip naar Nederland terugkeerde. Uiteindelijk werd de asbest in Nederland gesaneerd zodat het schip in 2008 alsnog in Turkije kon worden gesloopt.

## Asbest in Amsterdam
De Otapan kwam in september 1999 in Amsterdam aan. Het werd tijdelijk opgelegd aan de TT Vasumweg ter hoogte van scheepsreparatiebedrijf Shipdock (later Amsterdam Ship Repair). Om de certificaten niet te laten verlopen moest er wel groot onderhoud worden uitgevoerd. Daarbij bleek dat in het schip grote hoeveelheden gevaarlijke, bruine asbest (amosiet) aanwezig waren, zeer gebruikelijk voor oudere schepen, en dat de sanering daarvan duur zou zijn.
Vanaf maart 2001 waren speciaal door de eigenaar uit Mexico ingevlogen werknemers bezig om de asbest van de ladingtanks te verwijderen. De Amsterdamse politie constateerde dat dit gebeurde tegen alle regels in en dat schip en omgeving ernstig met asbest(resten) werden verontreinigd. Op het bovendek van het schip lagen stukken asbest en ongeveer 3000 dichtgeplakte vuilniszakken met in totaal 26 ton asbesthoudend materiaal. Op 28 juni 2001 maakte de inspectie van het Ministerie van Volkshuisvesting, Ruimtelijke Ordening en Milieubeheer (VROM) hier een eind aan. Het bureau Search en de firma Van Eijk verwijderden in totaal 70 ton asbest waarbij VROM de verwijderingskosten van 550.000 euro betaalde. Het asbest werd volgens de voorschriften afgevoerd naar de stortplaats Nauerna in Noord-Holland. Het schip werd aan de ketting gelegd.
In 2001 kreeg de Otapan gezelschap van de tanker Sandrien. Ook hierin werd de aanwezigheid van onaanvaardbare hoeveelheden asbest geconstateerd. De sloop van dit schip in India werd voorkomen doordat de naastgelegen werf Amsterdam Ship Repair bereid was het schip onder betere veiligheidscondities te slopen. Uiteindelijk werd het schip tot de helft gesloopt en gesaneerd totdat de werf failliet werd verklaard.
Inmiddels was de staat van de Otapan zodanig verslechterd dat het schip zonder grote reparaties niet meer op eigen kracht de haven kon verlaten. Sloop was de enige optie. Onderhandelingen hierover tussen de Nederlandse staat, de eigenaar en de Mexicaanse overheid leverden niets op. Inmiddels was de oorspronkelijke eigenaar van het schip failliet verklaard. De nieuwe eigenaar heette Basilisk. Op 31 maart 2005 wees de Rechtbank Amsterdam het schip mede toe aan de Nederlandse staat, die het in beheer gaf bij de Dienst Domeinen. Uitgangspunt was dat het slopen onder verantwoorde omstandigheden en conform de Conventie van Bazel plaats zou moeten vinden. In juli 2006 bereikten de eigenaren en de Nederlandse overheid overeenstemming over de sloop van het schip door Simsekler Ship Demolition in Aliaga, ten noorden van İzmir (Turkije), een bedrijf gecertificeerd en toegerust voor het verantwoord slopen van asbesthoudende schepen.
Op 12 juli 2006 werd de Otapan gedokt in dok 3 van de werf Shipdock Amsterdam om het zeeklaar te maken voor de laatste reis. Op 28 juli 2006 vertrok de Otapan aan de tros van het Nederlandse platformbevoorradingsschip Thomas de Gauwdief naar Turkije. Op 16 augustus 2006 bereikte het sleeptransport Turkije.

## Asbest in Turkije
Met het naderen van de Turkse territoriale wateren ontstond een probleem. Volgens opgave van de Nederlandse overheid zou in de Otapan 1000 kg asbest verwerkt zijn. Later bleek dat het om 54.000 kg zou gaan. Hierdoor liet de Turkse regering het schip niet toe. Tot september 2006 voer het sleeptransport rondjes rond het Griekse eiland Lesbos.
De kern van het probleem lag in de lage opgave van de hoeveelheid asbest die de eigenaar had opgegeven om de nodige uitvoerpapieren te krijgen en de te gemakkelijke manier waarop het ministerie deze hoeveelheid accepteerde. Voor het vertrek van het schip was namelijk toestemming nodig van Nederland en Turkije op grond de Europese Verordening Overbrenging Afvalstoffen (EVOA) uit de Conventie van Bazel. Toestemming door de overheden gebeurt op basis van informatie verstrekt door de eigenaar. Eigenaar Basilisk noemde een hoeveelheid van 1000 kg asbest. Het ministerie twijfelde aanvankelijk wel aan de juistheid daarvan en deed navraag, maar nadat de eigenaar bleef bij deze hoeveelheid accepteerde het ministerie dit. Met deze gegevens deed het ministerie opgave aan de Turkse autoriteiten, die met de Nederlandse kennisgeving instemden.
Op grond van de verkoopbepalingen ging, zodra het schip de Nederlandse territoriale wateren had verlaten, het eigendom over van Basilisk op het Turkse sloopbedrijf Simsekler. Na berichtgeving in de media over de hoeveelheid asbest werd op 22 augustus navraag gedaan bij het bureau Search, dat eerder de reeds verwijderde asbest opruimde. Dit bedrijf schatte dat er nog circa 54 ton asbest in het schip aanwezig was. Intussen had de Turkse minister van milieu Osman Pepe via de media bekendgemaakt dat indien het schip meer dan 1000 kg asbest zou bevatten, hij het schip niet tot de Turkse wateren zou toelaten.
Op 24 augustus 2006 informeerde staatssecretaris Pieter van Geel van Milieu de Turkse minister over de grotere hoeveelheid asbest, waarna zij hierover op 28 augustus 2006 op het Turkse ministerie van milieu overlegden. Nederland betreurde daarbij de onjuiste opgave door de toenmalige eigenaar Basilisk en bood verontschuldigingen aan. Tevens bood Nederland aan om een volledige inventarisatie uit te voeren van de op het schip aanwezige stoffen, een Nederlands team van experts in te vliegen om het asbest te verwijderen en al het asbest boven 1000 kg naar Nederland terug te halen, dit alles op kosten van Nederland. Hierop ging de Turkse minister niet in. Sindsdien verkeerde de situatie in een impasse, waarbij het sleeptransport in afwachting van een beslissing in internationale wateren ter hoogte van Lesbos voor anker ging.

## Terug in Nederland
Om de impasse te doorbreken besloot het Ministerie van VROM het schip terug te halen naar Nederland. Op 23 september 2006 vertrok de Otapan uit het Middellandse Zeegebied en kwam op 16 oktober aan in Amsterdam, waar het op de oude ligplaats in Amsterdam-Noord werd vastgemaakt.
Terug in Nederland bleek, na asbestinventarisatie door ingenieursbureau Oesterbaai en controle door TNO, dat er 77 ton asbest op het schip zat in plaats van de eerder door Search geconcludeerde 54 ton. Na een Europese aanbesteding gunde VROM de schoonmaak aan asbestsaneringsbedrijf Koole BV uit Vijfhuizen, dat gebruikmaakt van de milieuvergunning van Scheepsreparatiebedrijf J.A. Balck BV, gevestigd aan de Waalhaven in Rotterdam. Daartoe werd de Otapan op 23 februari 2007 vanuit Amsterdam naar Rotterdam gesleept. In de daarop volgende maanden vond de sanering van circa 77.000 kilo asbest plaats. De asbest werd door het bedrijf A&G op de Maasvlakte verwerkt. Na afloop van de sanering werd de Otapan op 28 juni 2007 naar de Botlek versleept en afgemeerd aan een steiger van het bedrijf Maas Silo. Vanwege de hoge liggelden werd het schip op 12 oktober 2007 naar een goedkopere ligplaats in 's-Gravendeel versleept.
Aanvankelijk had de Turkse regering aangegeven het schip ook in gesaneerde toestand niet meer toe te laten, maar die weigering werd in de loop van 2007 ingetrokken. In april 2008 kwamen de Turkse eigenaar Simsekler en de Nederlandse overheid tot een schikking over de verdeling van de kosten die zijn gemaakt sinds het schip medio 2007 asbestvrij is verklaard. Het Ministerie van VROM gaf vanaf 27 juni 2007 circa 550.000 euro uit aan liggeld, havengeld, verzekeringen, sleepkosten en de kosten voor het houden van toezicht. Eigenaar Simsekler nam daarvan 240.000 euro voor zijn rekening. Hierop staakte de Nederlandse overheid de juridische procedures tegen Simsekler en was de weg vrijgemaakt voor een tweede vertrek van het schip naar Turkije.

## Sloop in Turkije
Op 15 mei 2008 sleepten havensleepboten de Otapan van zijn ligplaats in 's-Gravendeel naar de Oude Maas, waar de zeegaande sleepboot Neptun 9 het schip overnam voor vertrek naar Aliaga in Turkije. Op 2 juni 2008 kwam het transport aan bij de sloopwerf van Simsekler in Aliaga, waar de Otapan vervolgens op het strand werd gezet om te worden gesloopt.
Het vertrek van het schip maakte nog geen einde aan een procedure van de Nederlandse staat tegen de voormalige Mexicaanse eigenaar Basilisk om de kosten gemoeid met de sanering (circa 4,5 miljoen euro) te verhalen.

## Geschiedenis
De Otapan was niet onbekend in Nederland. In 1965 werd het schip als Harry C. Webb gebouwd bij Verolme Dok en Scheepsbouw Maatschappij NV (VDSM) te Rozenburg in opdracht van de Pan American Sulphur Company Ltd (PASCO) uit Dallas (Texas). Zoals gebruikelijk bracht dit Amerikaanse bedrijf het schip onder de 'goedkope vlag' van Liberia en stond het formeel op naam van Lexington Transport Corporation, later van Caribbean Sulphur Shipping Company, met als thuishaven Monrovia.
De Verolme-werf bouwde het schip in een gegraven droogdok. Op 10 februari 1965 werd het gedoopt door mrs Ruth A. Webb, echtgenote van de president van de Pan American Sulphur Company. Dezelfde avond kon het worden uitgedokt. In zijn toespraak bij de doop herinnerde werfdirecteur Cornelis Verolme eraan dat dit sinds 1950 het honderdste schip was dat was gebouwd door de Verolme Verenigde Scheepswerven NV (VVSW), zijn combinatie van diverse Nederlandse en buitenlandse scheepswerven. Na een vijfdaagse proeftocht in Noorse wateren droeg de werf de Harry C. Webb op 25 mei 1965 over aan de eigenaar.
De Harry C. Webb was voor zijn tijd een bijzonder schip. Het betrof een chemicaliëntanker speciaal gebouwd en ingericht voor het vervoer van gesmolten zwavel. Hiervoor bevatte het schip vijf tanks met een totale inhoud van 400.000 kubieke voet die de zwavel bij een temperatuur van 145 graden Celsius vloeibaar hielden.
De Pan American Sulphur Company exploreerde en produceerde zwavel in Mexico via dochtermaatschappij Gulf Sulphur Company de Mexico SA vanuit een mijn in Jáltipan in de Mexicaanse deelstaat Veracruz. Pan American werd een belangrijk bedrijf in de Europese en Noord-Amerikaanse zwavelmarkt. Als Harry C. Webb deed het schip regelmatig Europese havens aan. In 1988 werd het schip verkocht aan Compania Naviera Minera del Golfo SA de CV (NAVIMIN) en herdoopt in Otapan.

## Trivia
De thuishaven van de Otapan was tijdens het verblijf in Nederland wegens het wegvallen van enkele letters voor velen onbegrijpelijk. Er stond op een gegeven moment "COAT ACOA COS VER", wat oorspronkelijk stond voor "Coatzacoalcos Ver", dat gelezen moet worden als "de havenstad Coatzacoalcos in de deelstaat Veracruz".